# Vasilisa Stepanenko
Wassylyssa Illivna Stepanenko (también Vasilisa Stepanenko, en ucraniano: Василиса Іллівна Степаненко; Járkov, Ucrania, 19 de noviembre de 1999) es una periodista, productora y presentadora ucraniana.

## Biografía
Vasilisa Stepanenko estudió periodismo en la Academia Estatal de Cultura de Járkov. Trabajó primero en el periódico Kharkiv Post y como productora y presentadora en Simon TV antes de unirse a Associated Press en enero de 2022. 
Después de la invasión rusa en 2022, viajó a Mariupol con el fotoperiodista Yevhen Maloljetka y el videoperiodista Mstyslav Chernov, donde eran los únicos representantes de los medios internacionales en la ciudad bloqueada.  El 15 de marzo de 2022 los periodistas lograron abandonar Mariupol. 
En diciembre de 2023 escribió un artículo para The Independent sobre un batallón ruso que lucha a favor de Ucrania. 
El 20 de enero de 2023 tuvo lugar en el Festival de Cine de Sundance el estreno del documental 20 días en Mariupol, basado en las fotografías tomadas por el equipo de fotoperiodistas.  El Comité Ucraniano de los Óscar nominó la película para la 96ª edición de los Premios Óscar en la categoría "mejor película internacional".  El largometraje ganó el premio BAFTA 2023 en la categoría "mejor documental".   La película se incluyó en largas listas de premios Óscar y ganó en la categoría de mejor largometraje documental. 

## Premios (selección)
- 2022 – Premio George Polk [15]
- 2022 – Premio Internacional de Periodismo ICFJ Knight [16]
- 2023 – Premio Pulitzer [17]
- 2024 – Premio Taras Shevchenko [18]